# Andinagrion garrisoni
Andinagrion garrisoni – gatunek ważki z rodziny łątkowatych (Coenagrionidae). Występuje w północno-zachodniej Argentynie; stwierdzony w prowincjach Tucumán, Salta i Jujuy.